# Mimivirus
Het mimivirus is een geslacht van reuzenvirussen. Het bevat maar één soort: Acanthamoeba polyphaga mimivirus (APMV).
Het is het grootste virus tot zover bekend, groter dan bepaalde bacteriën. De capside van het virus heeft een diameter van 400 nm. Dat is (net) groot genoeg om zichtbaar te zijn met een lichtmicroscoop. Het virus werd in 1992 ontdekt in de amoebe Acanthamoeba polyphaga bij een onderzoek naar legionairsziekte in een koeltoren in Bradford. Eerst werd het aangezien voor een gram-positieve bacterie wegens zijn grootte en zijn gelijkaardigheid aan bepaalde bacteriën. Het kreeg de naam Bradfordcoccus. Toen men zich de fout had gerealiseerd werd de ontdekking, die dus een virus bleek te zijn, hernoemd tot Mimicking microbe virus of kortweg Mimivirus.
Het virus onderscheidt zich van andere virussen door zijn grote genoom. Daarnaast codeert het virus voor bepaalde producten die niet eerder bij een ander virus zijn waargenomen. Zo bezit het mimivirus genen die coderen voor nucleotide- en aminozuursynthese. Dit zijn genen die zelfs bepaalde intracellulaire bacteriën niet hebben. Hierdoor is ook de kwestie van niet-cellulair leven meer ter sprake gebracht.
Het mimivirus behoort tot de dubbelstrengse DNA-virussen en wordt bij de groep van de nucleocytoplasmische grote DNA-virussen gerekend, waar ook de families Poxviridae, Iridoviridae, Phycodnaviridae, Asfarviridae en Coccolithoviridae toebehoren.

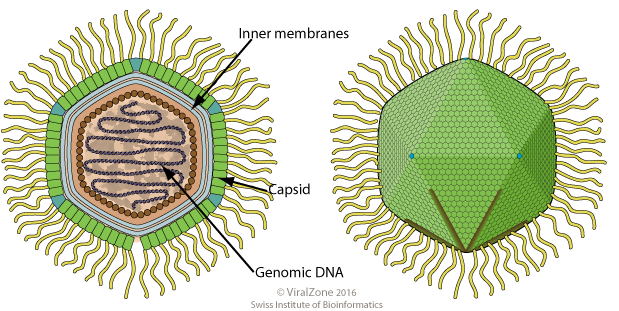
Schematische tekening van een virion van het genus Mimivirus (doorsnede en zijaanzicht)